# Биггс, Энди
Эндрю Стивен Биггс (англ. Andrew Steven Biggs, род. 7 ноября 1958, Тусон, Аризона) — американский политик, представляющий Республиканскую партию. Член Палаты представителей США от 5-го избирательного округа Аризоны с 3 января 2017 года. Президент Сената Аризоны (2013—2017).

## Биография
Окончил Университет Бригама Янга (бакалавр искусств по востоковедению азиатских стран, 1982), Аризонский университет (доктор права, 1984) и Университет штата Аризона (магистр искусств по политологии, 1999).
В 2002 году был избран в Палату представителей Аризоны, переизбирался в 2004, 2006 и 2008 годах. В 2010 году избрался в верхнюю палату законодательного собрания штата, после переизбрания в 2012 году стал президентом Сената Аризоны.
В 2016 году победил на выборах в Палату представителей США по пятому округу Аризоны. В сентябре 2019 года сменил Марка Медоуза на посту председателя крайне консервативного Кокуса свободы в Палате представителей.
После президентских выборах 2020 года, на которых действующий президент-республиканец Дональд Трамп потерпел поражение, Биггс вместе с Полом Госаром, другим конгрессменом из Аризоны, безосновательно утверждал о массовых электоральных фальсификациях. 6 января 2021 года он голосовал против утверждения результатов президентских выборов в Аризоне и Пенсильвании. 12 января 2021 года Биггс призвал Элизабет Чейни уйти с поста председателя конференции республиканцев в Палате представителей после того, как она проголосовала за импичмент Дональда Трампа.
Голосовал против закона о Лендлизе для Украины.
Занял третье место в первом туре на выборах  2023 года спикера палаты представителей.